# واکر (آریزونا)
واکر (به انگلیسی: Walker) یک منطقهٔ مسکونی در ایالات متحده آمریکا است که در آریزونا واقع شده‌است. واکر ۱٬۹۱۷ متر بالاتر از سطح دریا واقع شده‌است.